# Султан Амір Тарар
Бригадир Султан Амір Тарар, найвідоміший як полковник Імам, (пом. 23 січня 2011) — генерал з однією зіркою в армії Пакистану та колишній дипломат, який служив генеральним консулом Пакистану в Гераті, Афганістан . Амір Султан Тарар був офіцером пакистанської армії та спеціалістом зі спецоперацій. Він був членом Армійської групи спеціальної служби (SSG), офіцером розвідки Міжслужбової розвідки (ISI) і служив генеральним консулом Пакистану в Гераті, Афганістан. Бувши ветераном радянсько -афганської війни, вважається, що він зіграв ключову роль у формуванні талібів після того, як у 1980 -х роках допомагав навчати афганських моджахедів від імені Сполучених Штатів.
«Полковник Імам», якийтакож був відомий Тарар, був спеціалістом по командос-партизанській війні та навчав муллу Омара та інші угруповання та лідерів Талібану. Полковник Імам залишався активним у громадянській війні в Афганістані до 2001 року, коли Сполучені Штати очолили війну з тероризмом.
Тарара викрали разом з колегою-офіцером ІДІ Халідом Хаваджею, британським журналістом Асадом Куреші та водієм Куреші Рустамом Ханом 26 березня 2010 року. Через місяць Хаваджа був убитий. Куреші та Хан були випущені у вересні 2010 року. Амір Султан Тарар був убитий у січні 2011 року.

## Освіта та військова кар'єра
Амір Султан Тарар закінчив Пакистанську військову академію (PMA) у Какулі (розташований поблизу Абботтабаду в Хибер-Пахтунхва, Пакистан) та Форт-Брегг, Північна Кароліна, США . Після закінчення Пакистанської військової академії він приєднався до 15-го полку прикордонних військ Пакистану як 2-й лейтенант. Амір Султан Тарар був відправлений до Сполучених Штатів у 1974 році та проходив навчання серед спецназівців армії США. Після закінчення школи спеціальних військ Амір Султан Тарар був нагороджений американським Зеленим беретом командиром навчання. Після повернення до Пакистану Амір Султан Тарар приєднався до Групи спеціальної служби (SSG). У 1980-х роках брав участь у радянсько -афганській війні. Полковник Імам, як він став відомий, все частіше брав участь у політиці Афганістану навіть після виходу СРСР з Афганістану. Після радянсько -афганської війни полковник Імам самостійно підтримував та навчав бійців Талібану. Навіть у 2000-х роках стверджувалося, що він все ще самостійно підтримував рух за незалежність талібів в Афганістані. Він був учнем Амеера Мухаммеда Акрама Авана.

## Відносини з США
Після розпаду Радянського Союзу Амір Султан Тарар був запрошений до Білого дому тодішнім президентом Джорджем Гербертом Вокером Бушем і отримав шматок Берлінської стіни з латунною дошкою з написом: «Тому, хто завдав першого удару.» У 2000-х роках західні спецслужби вважали, що полковник Імам мертвий серед групи офіцерів-ренегатів з пакистанської ІДІ, які продовжували допомагати талібам після того, як Пакистан повернувся проти них після нападів 11 вересня 2001 року.

## Автентичні знання про Аміра Султана Тарара
Мало відомо про справжню історію Аміра Султана Тарара або його операційний профіль як агента ІДІ. Більшість інформації про «полковника Імама» було отримано за його власним визнанням, а також спекуляціями в засобах масової інформації. Таємниця Пакистану щодо внутрішньої та зовнішньої безпеки, а також кодекс поведінки персоналу Збройних сил Пакистану, який проходить службу в секретних установах, перешкоджає тому, щоб такі дані були доступними або перевіреними. Однак у 2010 році Амір Султан Тарар давав інтерв'ю іноземним та вітчизняним журналістам у Равалпінді .
Початкова мета Тарара, після сутичок моджахедів після виведення Радянського Союзу і до його участі в «Талібані», була неясною; його цілями на той час було просто знайти нових друзів для Пакистану, звідки вони могли б діяти пізніше, наприклад, Ахаундзада з Гельменду, який мав кровну ворожнечу з Хікматіяром і був воєначальником із 17 000 осіб під командуванням.

## Викрадення та страта
У березні 2010 року полковник Імам, колишній офіцер ІДІ Халід Хаваджа, журналіст Асад Куреші та водій Куреші Рустман Хан були викрадені невідомою бойовицькою групою, яка називала себе Азіайськими тиграми. Тіло Хаваджі було знайдено біля струмка в Карам-Коті у квітні 2010 року з доданою запискою про те, що він із ЦРУ та ІДІ, приблизно за сім кілометрів на південь від головного міста Північного Вазиристану — Міралі. Куреші та Хан були звільнені у вересні 2010 року
Полковника Імама було страчено в полоні.  І мережа Хакані, і афганські таліби нібито були проти розстрілу. Викрадачі полковника Імама відмовилися передати його тіло його родині, якщо не буде виплачено викуп.